# Glutetimid
Glutetimid, summaformel C13H15NO2, är ett lugnande och sömngivande preparat, patenterat 1954 av CIBA, som ett säkert alternativ till barbiturater för att behandla sömnlöshet. Snart hade det dock blivit klart att glutetimid var lika sannolikt att orsaka missbruk och orsakade liknande abstinenssymptom. Nuvarande produktionsnivåer i USA (den årliga kvoten för tillverkning som införts av DEA har varit tre gram, tillräckligt för sex Doridentabletter, under ett antal år) pekar på att den endast används i småskalig forskning. Tillverkningen av läkemedlet avbröts i USA 1993 och avbröts i flera östeuropeiska länder 2006. 
Substansen är narkotikaklassad och ingår i förteckning P III i 1971 års psykotropkonvention, samt i förteckning IV i Sverige. Preparatet används inte som läkemedel i Sverige.

## Användning och missbruk
Långtidseffekter för återkrav, som liknade dem som sågs vid abstinens, har sporadiskt beskrivits hos patienter som fortlöpande tog en stabil dos av läkemedlet. Symtomen kunde vara delirium, hallucination, kramper och feber.
Glutetimid är en CYP2D6-enzyminducerare. När det tas med kodein, (känd på gatan som "hits", "cibas och kodein", "Dors och 4s") gör det möjligt för kroppen att konvertera högre mängder kodein till morfin. Den allmänna lugnande effekten av glutetimiden bidrar också till effekten av kombinationen. Det ger en intensiv, långvarig eufori som liknar IV-heroinanvändning. Ett antal dödsfall har inträffat vid missbruk av denna kombination. Effekten användes också kliniskt, såsom viss forskning på 1970-talet i olika länder för att använda den under noggrant övervakade förhållanden som en form av oral opioidagonistsubstitutionsbehandling, till exempel som ett ersättande alternativ till metadon. Efterfrågan på denna kombination i Philadelphia, Pittsburgh, Newark, New York City, Boston, Baltimore och omgivande områden i andra stater och kanske någon annanstans har lett till småskalig hemlig syntes av glutetimid sedan 1984, en process som är, liksom metakvalonsyntes, något svår och fylld med potentiellt dåliga resultat när amatörkemister tillverkar läkemedlen med industriella material utan adekvat kvalitetskontroll. Analys av konfiskerad glutetimid verkar alltid visa läkemedlet eller resultaten av syntesförsök, medan påstådd metakvalon i en betydande majoritet av fallen visar sig vara inert eller innehåller difenhydramin eller bensodiazepiner.

## Syntes
(R)-isomeren har en snabbare debut och mer potent antikonvulsiv aktivitet i djurmodeller än (S)-isomeren.

Thieme Synthesis: Patent:

Baskatalyserad konjugattillsats av 2-fenylbutyronitril [769-68-6] (1) till etylakrylat(2) ger etyl-4-cyano-4-fenylhexanoat,CID:139890735(3). Alkalisk hydrolys av nitrilgruppen till en amidgrupp och efterföljande sur cyklisering av produkten ger den önskade glutetimiden (4).